# Sopraceneri
Si indica con Sopraceneri (in lombardo Surascender) la parte di territorio del Canton Ticino posta a nord del passo del Monte Ceneri. Costituisce la parte alpina del cantone, mentre il Sottoceneri ne è la parte prealpina. Queste regioni non hanno un riferimento politico o amministrativo ma sono correntemente usate sia nella parlata che nella documentazione scritta.
Il Sopraceneri è costituito dalle vallate formate dal fiume Ticino e dai suoi affluenti fino al lago Maggiore, da quelle formate dal fiume Maggia e dai suoi affluenti e dalla Valle Verzasca.
Il comune di Isone, che orograficamente è situato nel Sottoceneri, per strette relazioni storiche con le località sopracenerine di Robasacco e Camorino viene considerato parte del Sopraceneri. Con l'aggettivo sopracenerino vengono indicati sia i luoghi di questo territorio che persone provenienti dallo stesso.

## Comuni più popolosi
| # | Comune     | Abitanti | Superficie |
| - | ---------- | -------- | ---------- |
| 1 | Bellinzona | 42 084   | 164,22     |
| 2 | Locarno    | 16 334   | 19,42      |

## Distretti
Sono parte del Sopraceneri:

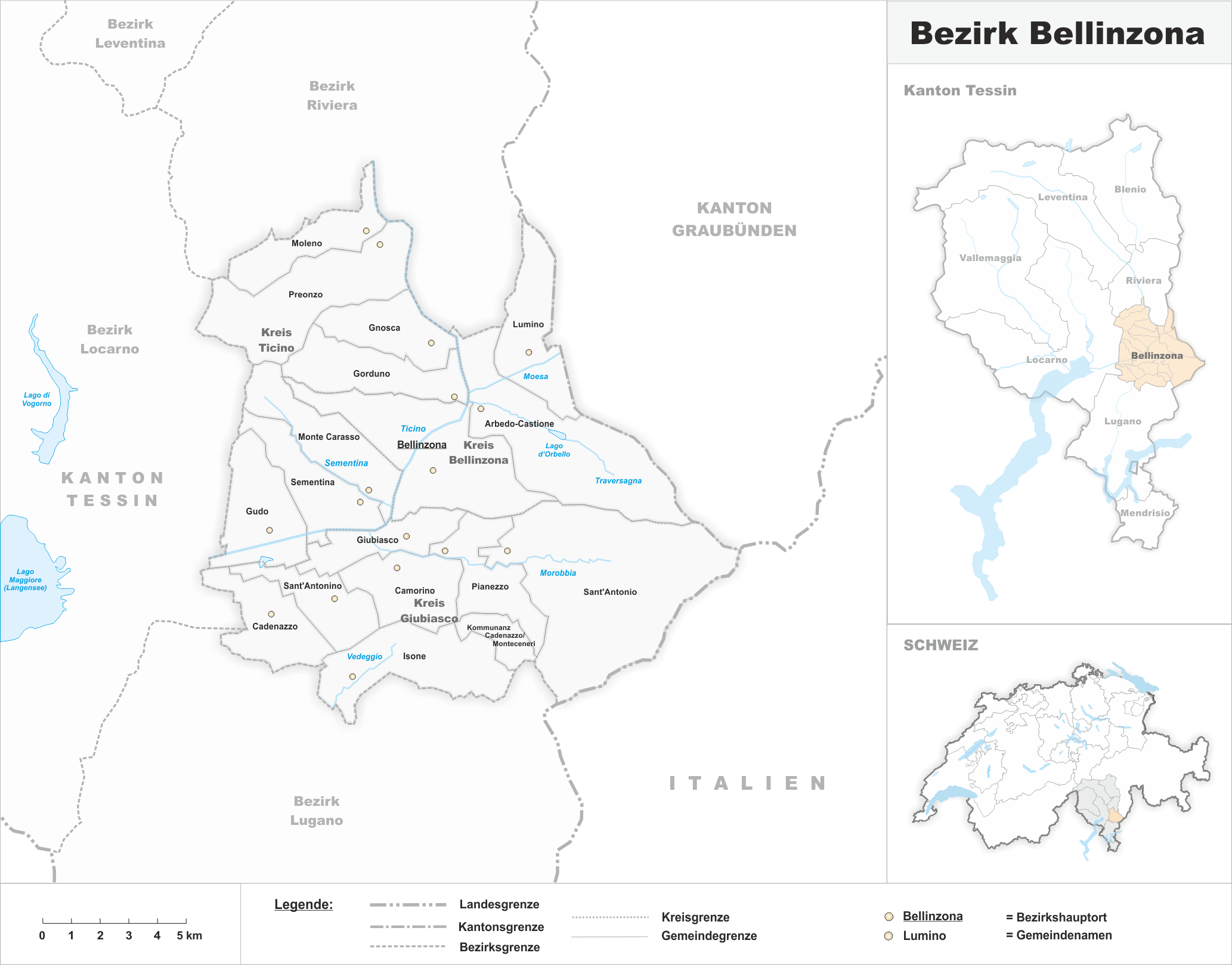
Distretto di Bellinzona
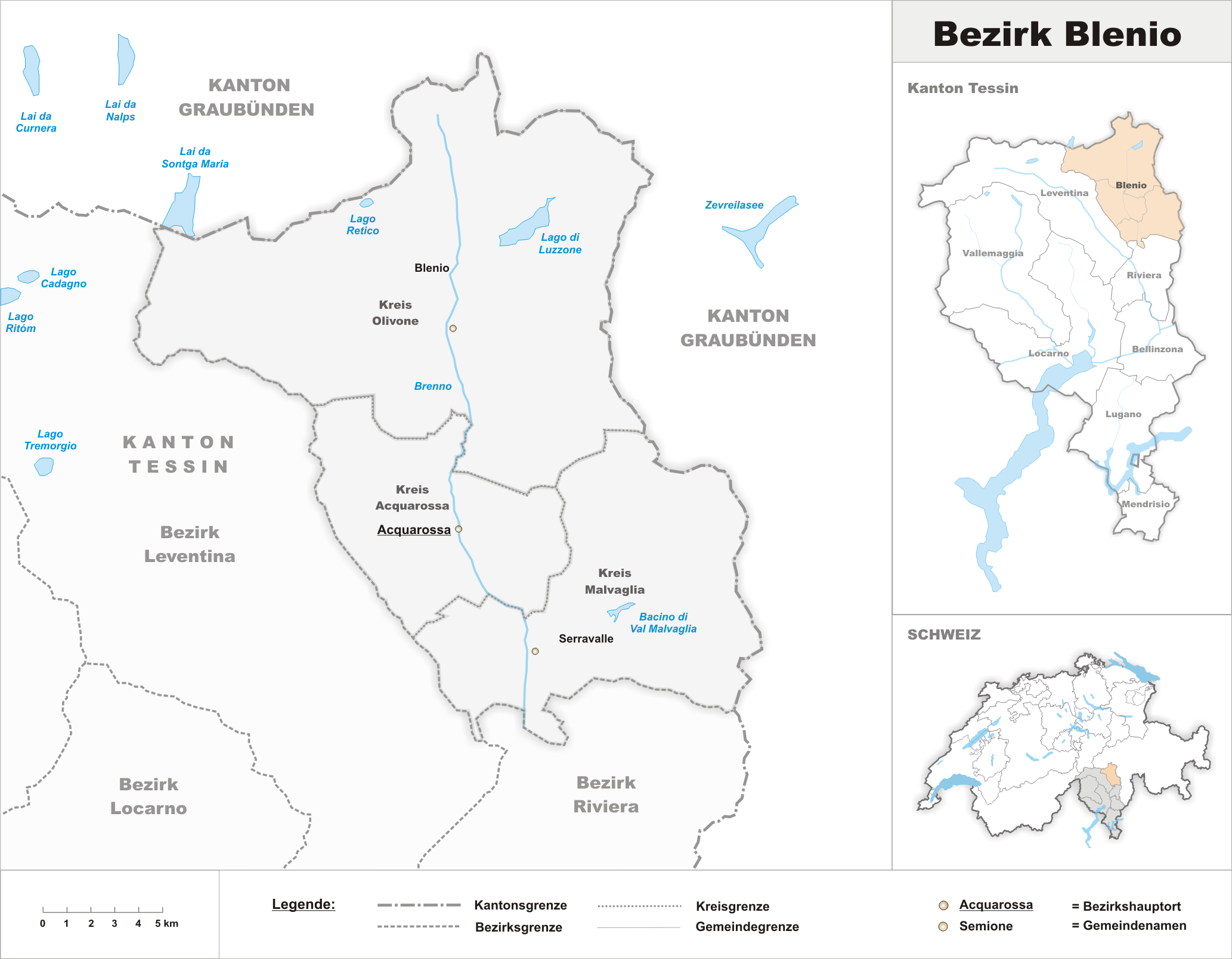
Distretto di Blenio
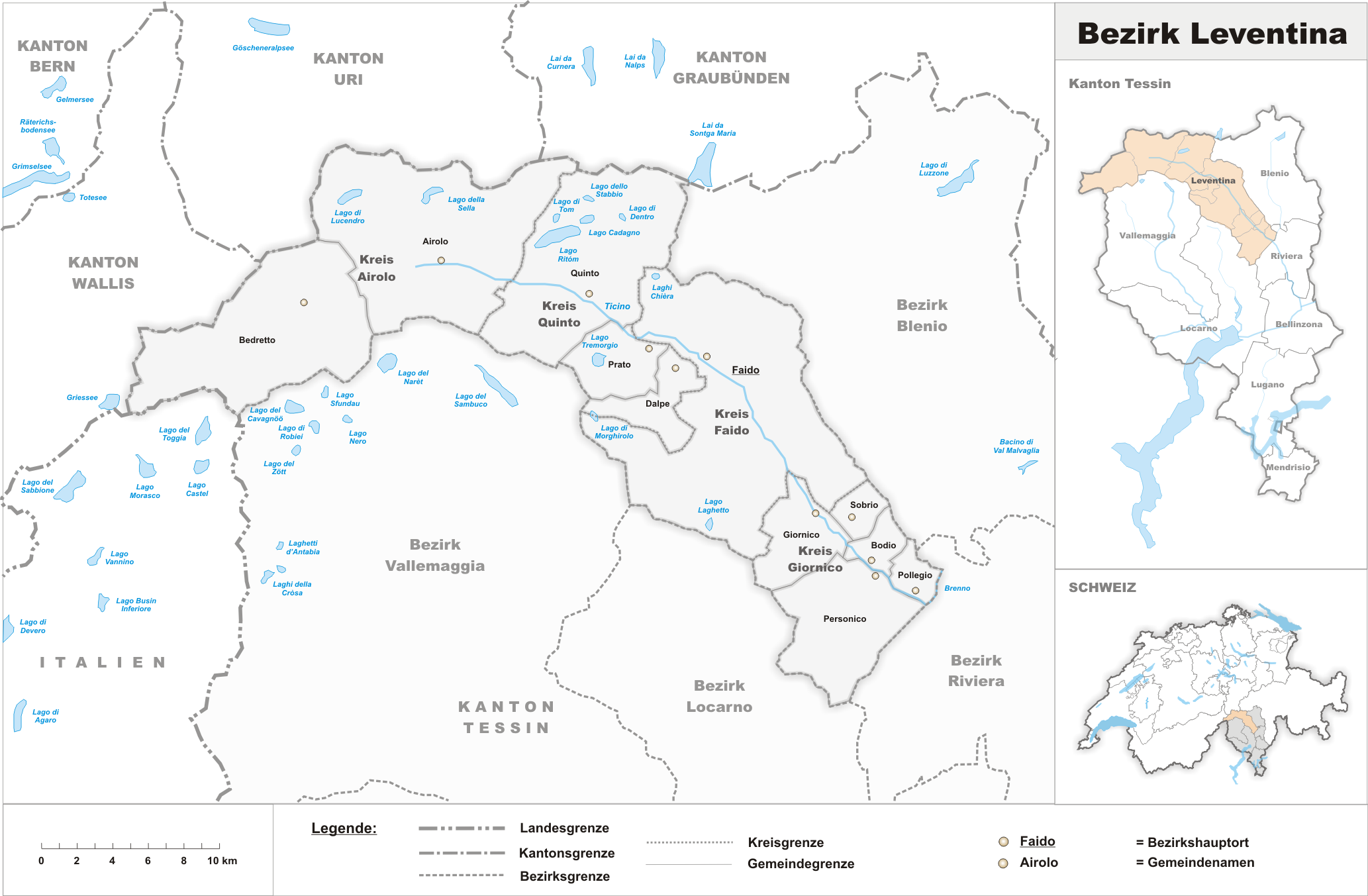
Distretto di Leventina
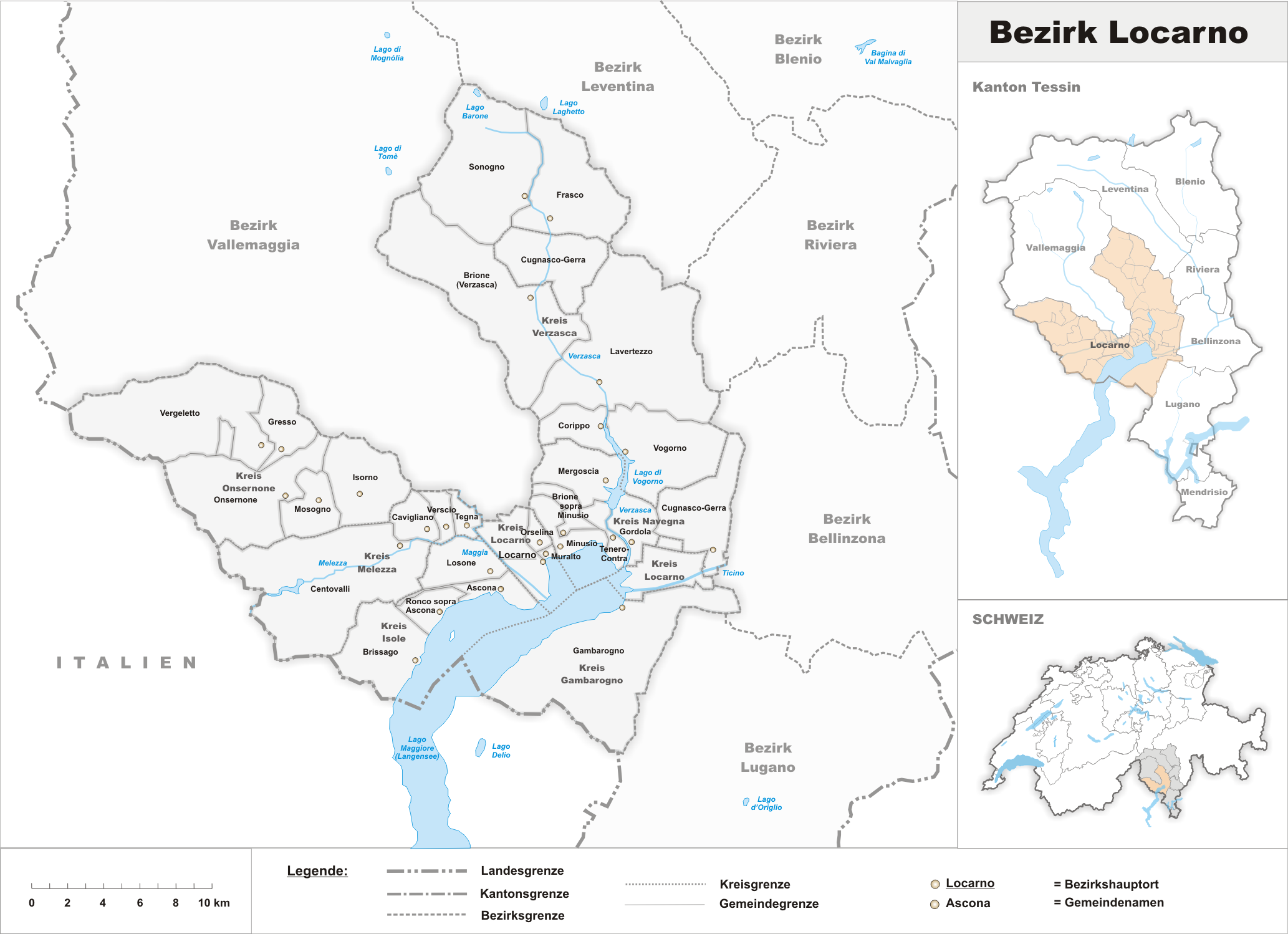
Distretto di Locarno
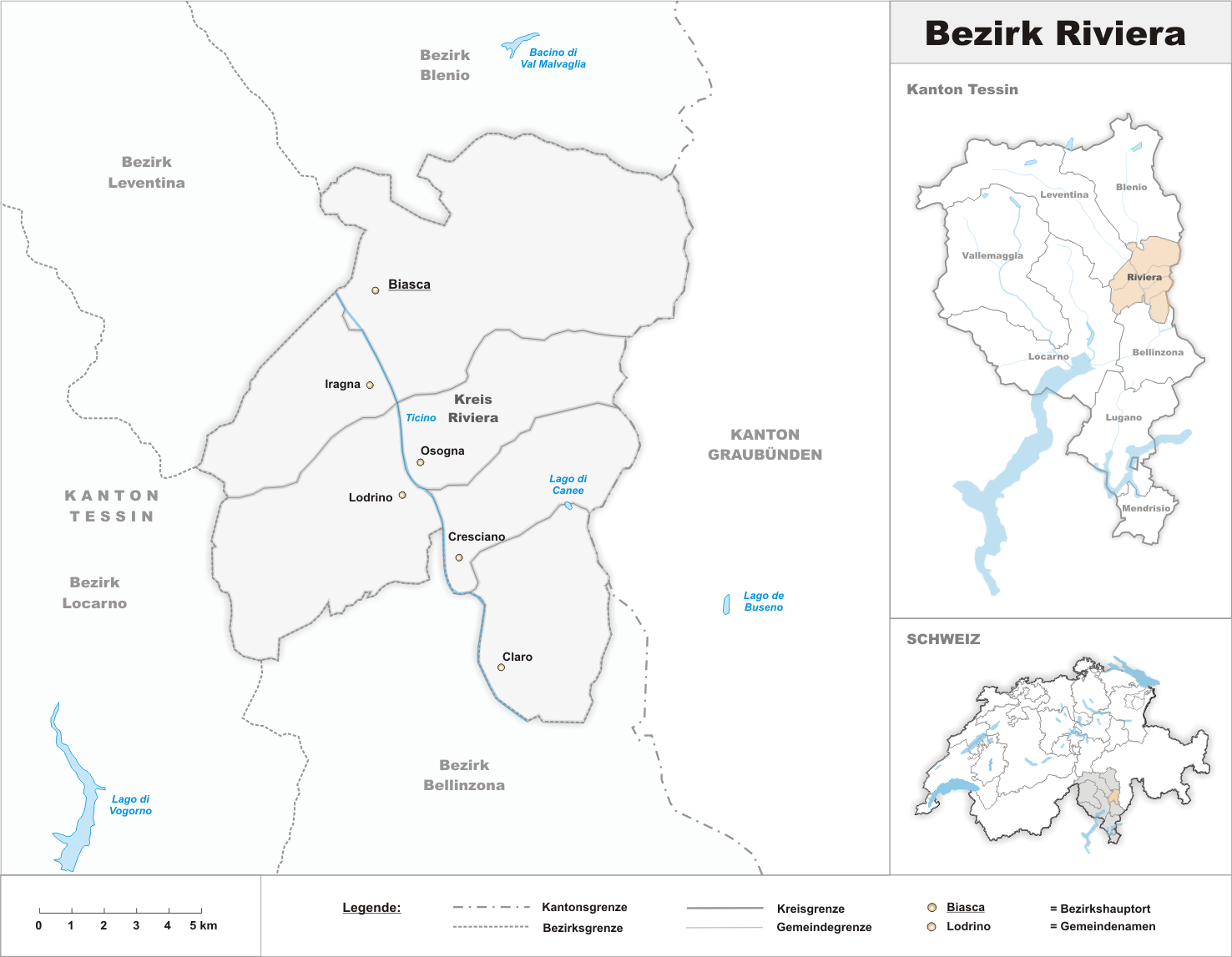
Distretto di Riviera
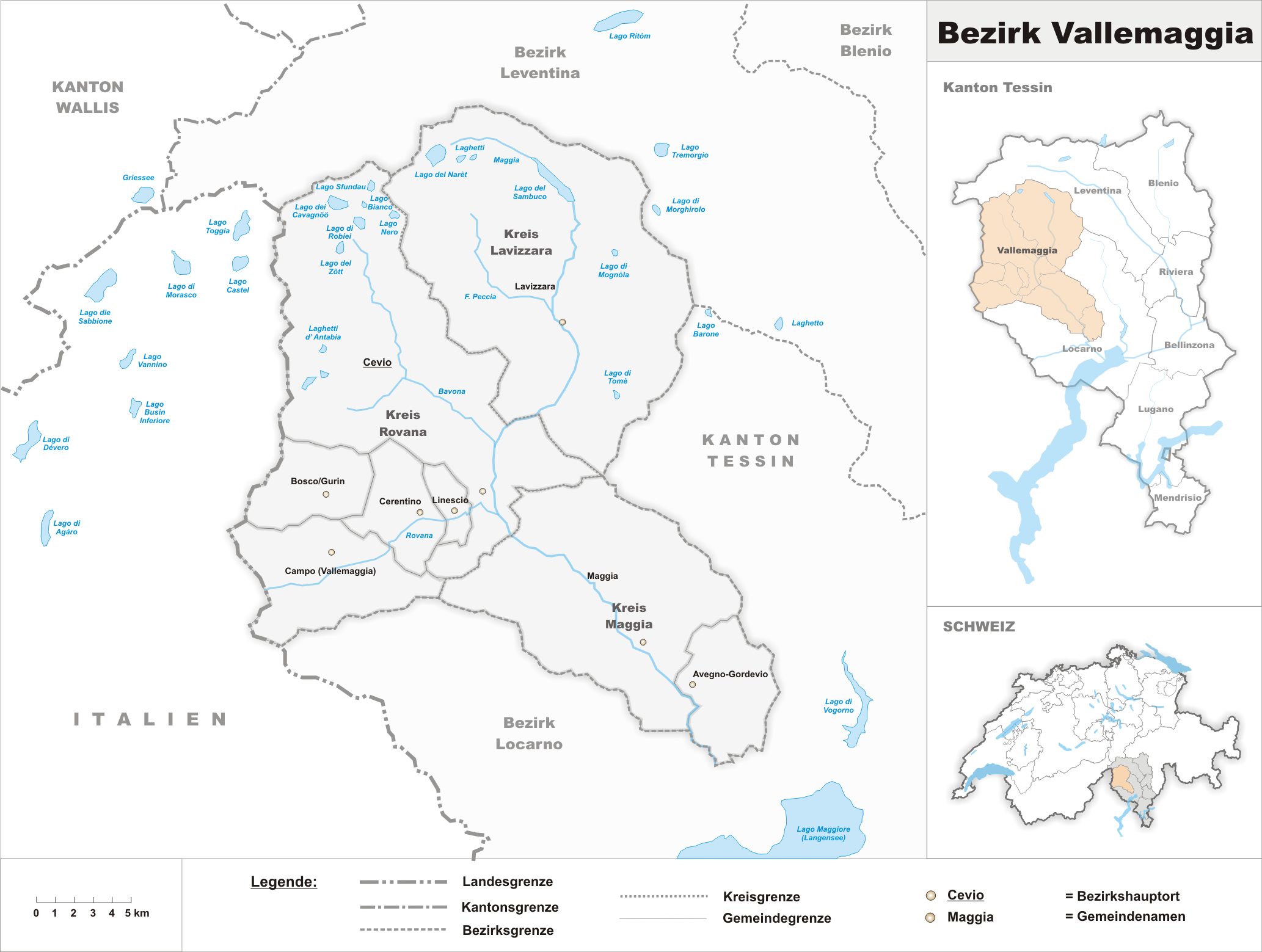
Distretto di Vallemaggia